# Roter Kogel
Der Rote Kogel ist ein 2832 m ü. A. hoher Berg in den Stubaier Alpen in Tirol. 
Er liegt auf einem Rücken, der von der Hohen Villerspitze über die Lüsener Villerspitze (3027 m ü. A.) nach Norden bis zum Fotscher Windegg (2577 m ü. A.) reicht. Westlich dieses Kammes liegt das Lüsener Tal. Dort befindet sich bei Praxmar ein Ausgangspunkt für die Besteigung des Roten Kogels. Östlich des Roten Kogels erstreckt sich das Fotscher Tal, wo mit dem Alpengasthof Bergheim Fotsch (1464 m ü. A.) und der Potsdamer Hütte zwei weitere Stützpunkte liegen. Dieser ostseitige Anstieg ist im Winter auch eine beliebte Skitour.